# Louis Raguin
Pour les articles homonymes, voir Raguin.
Louis Raguin, né et mort à une date inconnue, est un arbitre français de football des années 1930, affilié à Paris. Il officia de 1932 à 1938.

## Carrière
Il a officié dans plusieurs compétitions majeures dont : 
- Coupe de France de football 1931-1932 (finale)